# Смардзев (Серадзький повіт)
Смардзев (пол. Smardzew) — село в Польщі, у гміні Врублев Серадзького повіту Лодзинського воєводства.
Населення — 260 осіб (2011).
У 1975-1998 роках село належало до Серадзького воєводства.

## Демографія
Демографічна структура станом на 31 березня 2011 року:
|          | Загалом | Допрацездатний вік | Працездатний вік | Постпрацездатний вік |
| -------- | ------- | ------------------ | ---------------- | -------------------- |
| Чоловіки | 125     | 21                 | 85               | 19                   |
| Жінки    | 135     | 25                 | 81               | 29                   |
| Разом    | 260     | 46                 | 166              | 48                   |